# Fundición Malingre
La fundición Malingre fue una empresa radicada en Orense (Galicia, España) la cual estuvo operativa desde la década de 1860 hasta el año 1979. De gran importancia en el desarrollo urbanístico de la ciudad, destaca por haber sido la primera fundición establecida en la capital.

## Historia
Manuel Malingre Parmantier, fundador de la empresa, nació en Souvret, sección del municipio de Courcelles, en la Provincia de Henao (Bélgica), el 21 de octubre de 1834, hijo de Casimiro Malingre y Carolina
Enriqueta Parmantier, padres de al menos otros tres hijos: Narciso, Rosa y Enriqueta. Llegado a España al parecer en 1852, debido a la ausencia de datos sobre sus primeros años de vida únicamente se conoce que para 1858 ya se encontraba con seguridad en el país puesto que el 14 de agosto de ese año se produjo el nacimiento y bautismo de su primogénito, fruto de su matrimonio con la asturiana Inés Ludeña Álvarez-Laviada, en la parroquia de San Pedro en Gijón. Manuel Malingre se trasladó a Orense en 1864, estableciendo una fundición en la localidad de Reza, la cual cerró en 1866 o 1867, año en que empezó a dirigir una fundición de hierro en cubilotes así como una industria dedicada a la elaboración de tubos en la céntrica calle de Santo Domingo, en la capital, siendo probable que la relación entre Manuel y el negocio de la fundición se debiese a su trabajo en una fábrica de cañones en Trubia, aunque sus antepasados ya se dedicaban a este negocio.
En 1872 inauguró una empresa dedicada a la fundición en el parque de San Lázaro (antiguo campo de la feria de la ciudad), la cual dirigió hasta su retirada del negocio en 1896, año en que sus descendientes Manuel y Antonio Malingre Ludeña establecieron una fundición de hierro, llamada La Concepción, en la calle Ervedelo, la cual consistía en una planta baja donde se ubicaban la fundición, los talleres y las oficinas, destacando particularmente la chimenea. Con una plantilla compuesta por 100 trabajadores en 1911, tras la muerte de Manuel Malingre en 1916 ambos hermanos dividieron la fundición en dos marcas comerciales: La Concepción, dirigida por Antonio, y Manuel Malingre Fundiciones, a cargo de Manuel. Arturo y Manuel Malingre Lamas-Carvajal, hijos de este último, lo sucedieron en el negocio tras su deceso en 1930, adquiriendo Arturo en 1938 a su tío Antonio, uno de los propiciadores de la creación de la Cámara de Comercio, una parte de la empresa y dirigiendo ambos hermanos el negocio como una única industria. Durante la Guerra Civil, la fundición fue militarizada y se empleó para la fabricación exclusiva de proyectiles, lo que provocó que algunos tornos llegasen a romperse. Tras abandonar Arturo la empresa en 1949, Manuel quedó a cargo de la misma hasta su fallecimiento en 1979, año en que la fundición cerró sus puertas.

## Importancia

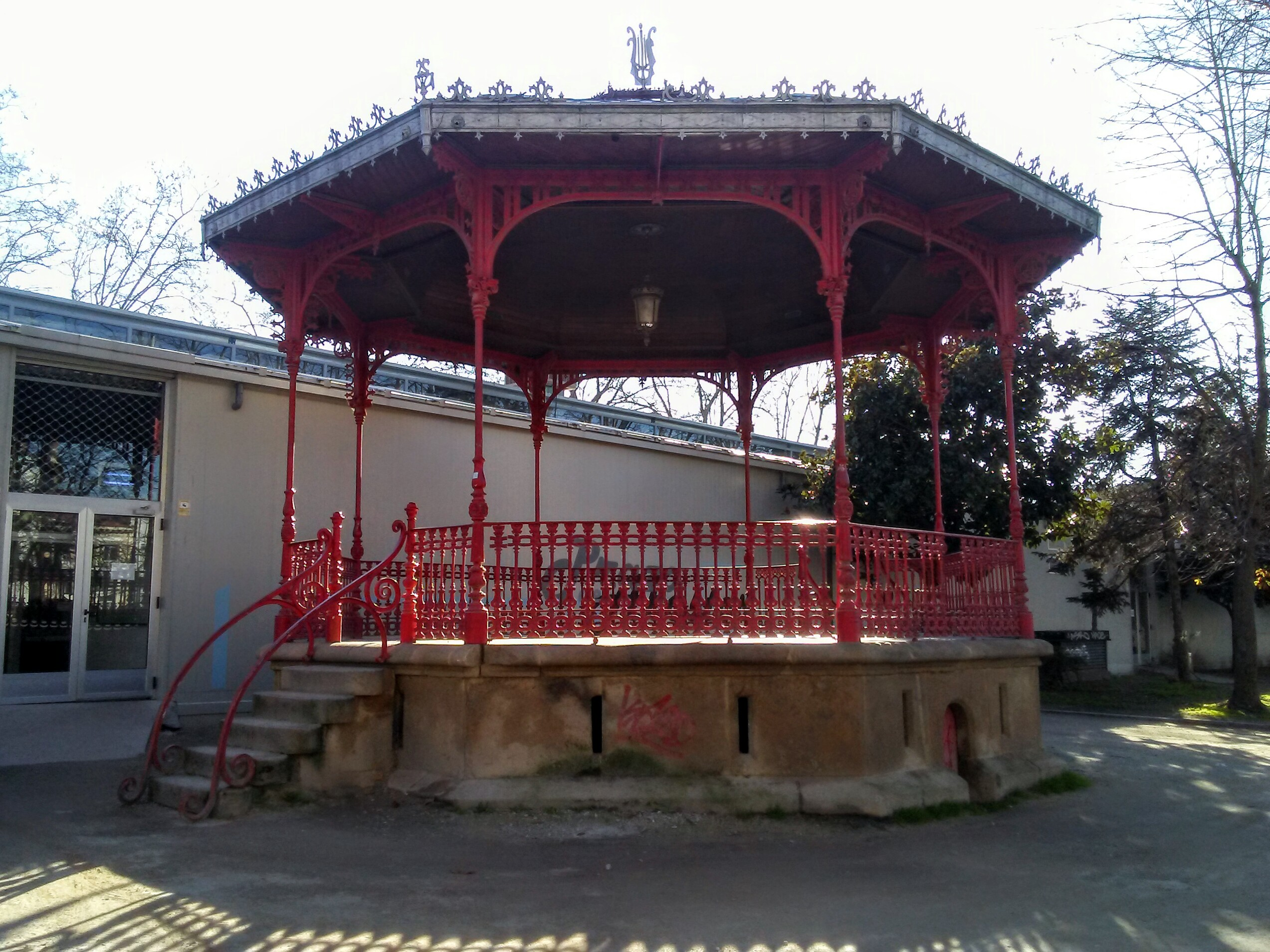
Templete del parque de la Alameda

La empresa, primera dedicada a la fundición establecida en Orense, constituyó una industria importante debido a que era la única que proporcionaba hierro ornamental a la ciudad a finales del siglo XIX. Debido al considerable crecimiento urbano que estaba viviendo Orense en aquel entonces, y dado lo novedoso e imprescindible que suponía el hierro fundido en la construcción, la empresa contribuyó en gran medida al desarrollo urbanístico de la ciudad. La riqueza económica experimentada por varios de los habitantes de la capital se tradujo en numerosos encargos a la fundición con el fin de levantar edificios a imagen y semejanza de los existentes en otras ciudades españolas así como extranjeras, plasmando la empresa el gusto en aquel entonces por los balcones, galerías, miradores, escaleras y columnas de hierro fundido con todo tipo de elementos ornamentales. Así mismo, la fundición experimentó, al igual que otras empresas del sector, un elevado grado de expansión gracias a la construcción de vías férreas y material ferroviario, ejecutando en 1881 la terminación del tramo que une Vigo y Orense.

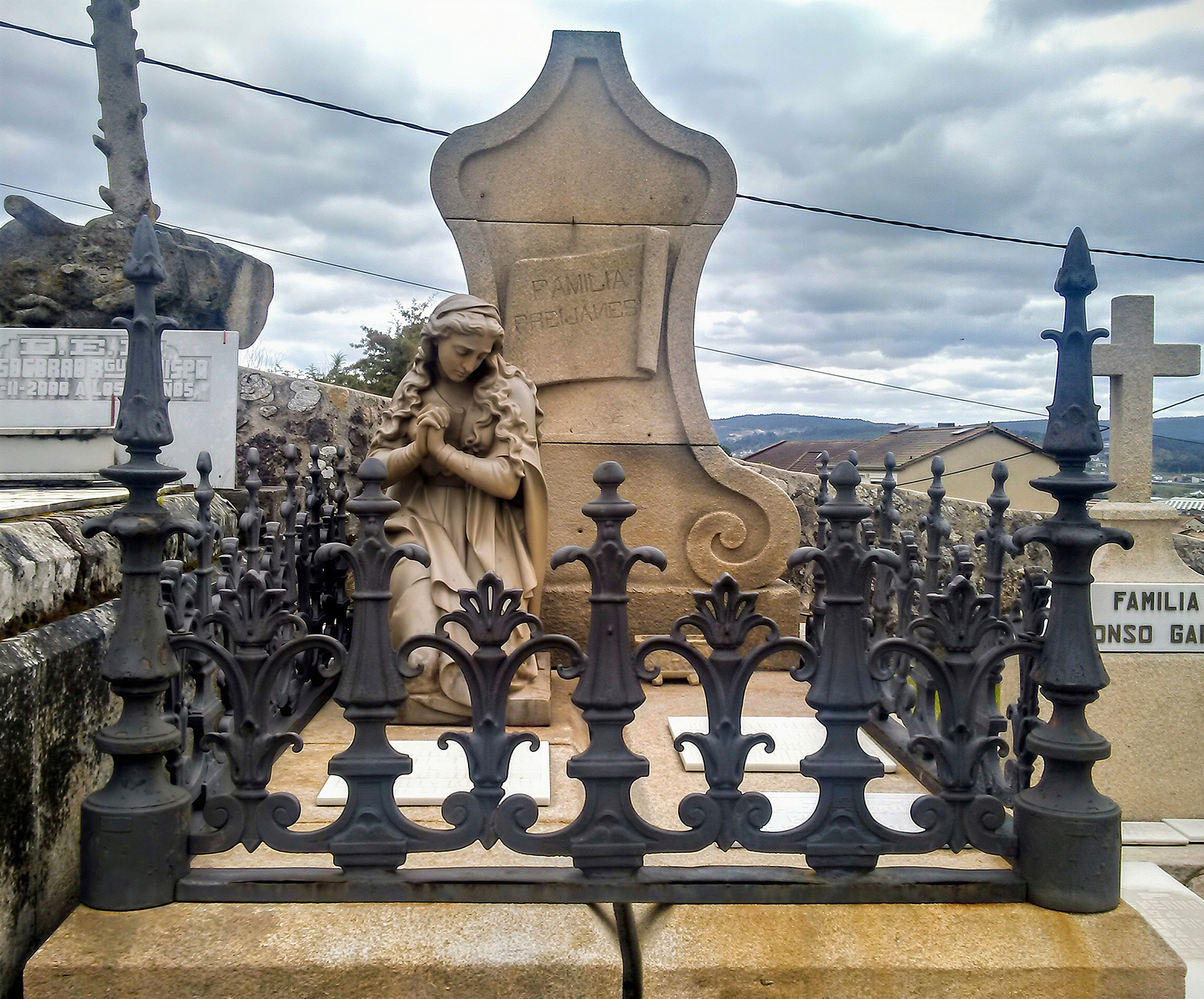
Estatua de la Virgen María en un panteón en el cementerio de San Francisco

Además de la fabricación de material urbanístico y decorativo, la fundición Malingre destacó por ser la primera industria en Orense dedicada a la elaboración de cocinas de hierro, conocidas como «cocinas económicas» o «cocinas bilbaínas» por ser Bizcaya la que lideraba su fabricación, donde además uno de los hermanos de Manuel, Narciso, trabajaba en la industria metalúrgica. La empresa abarcó igualmente un amplio abanico de productos, como maquinaria para molinos, bodegas y aserraderos (lo que supuso una considerable contribución a la mecanización del campo) además de la construcción de turbinas, farolas y estatuas dispersas por la ciudad, destacando, entre otros, el templete ubicado en el parque de la Alameda y una de las campanas de la Iglesia de San Francisco, templo antiguamente ubicado junto al convento homónimo, a los pies del Montealegre. De hecho, una de las zonas de Orense donde se hallan concentradas varias obras procedentes de la fundición es el cementerio de San Francisco, anexo al convento. De todas las obras escultóricas presentes en el camposanto, al menos tres de ellas fueron facturadas por la industria: dos ángeles (uno situado en la entrada del camposanto y otro sobre la cúspide de un mausoleo) y una estatua orante a tamaño natural de la Virgen María. Así mismo, la empresa elaboró la mayoría de las rejas presentes en los panteones del cementerio, lugar donde además se encuentra la tumba del fundador, la cual ostenta un Cristo crucificado, una placa y una verja obra también de la fundición.